# 杜瓦河

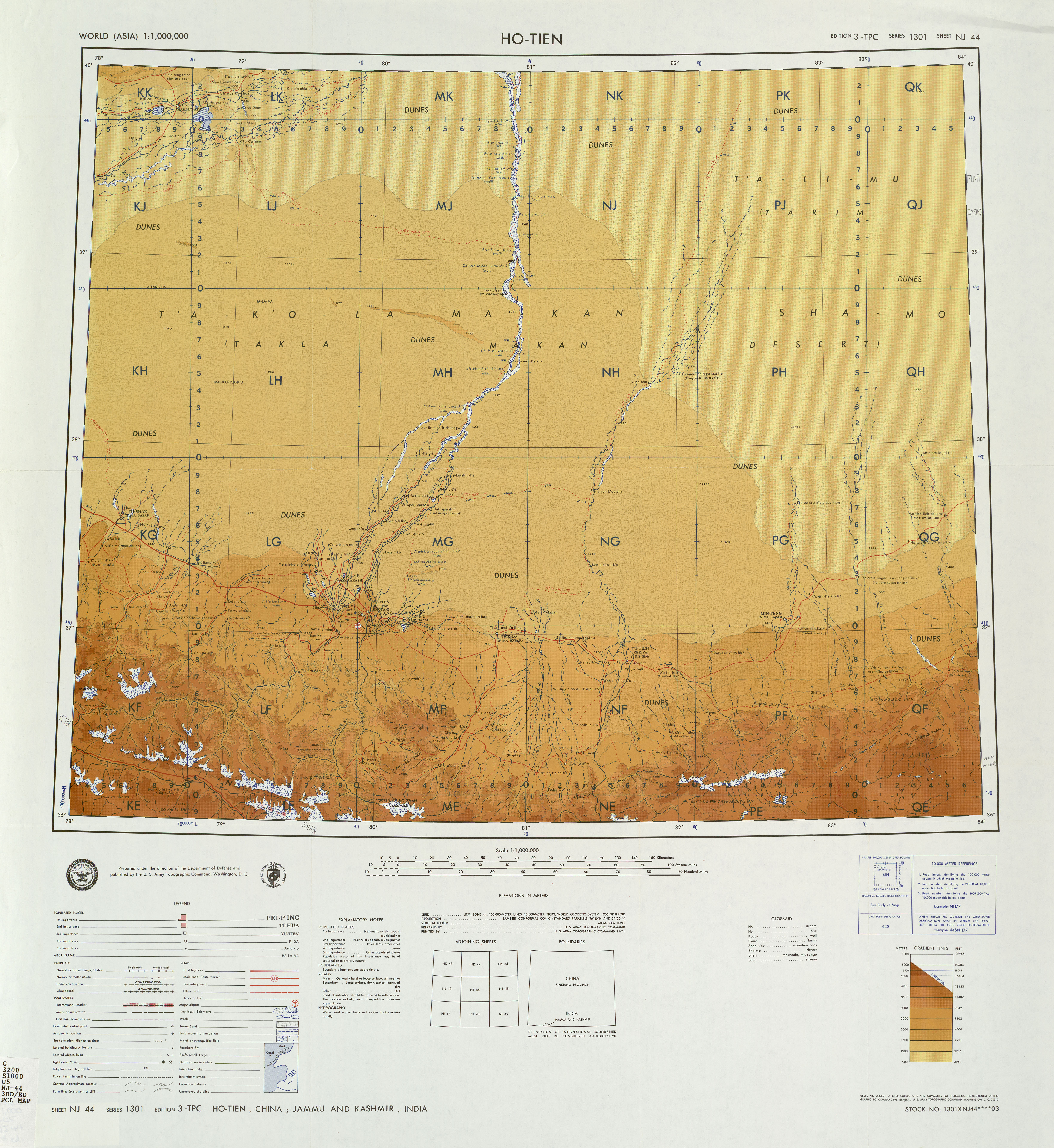
和田地区地图，杜瓦河（Tu wa Ho）位于图中左下方。

杜瓦河，位于中华人民共和国新疆维吾尔自治区和田地区皮山县东部的一条河流，发源于昆仑山北坡，自西南向东北流，经杜瓦镇、315国道和皮亚勒玛乡等地，最后于昆玉市（新疆生产建设兵团第十四师）皮墨垦区附近呈发散状渗入地下。山口以上河长58千米，流域面积1034平方千米，年均径流量约0.476亿立方米。